# Geofono

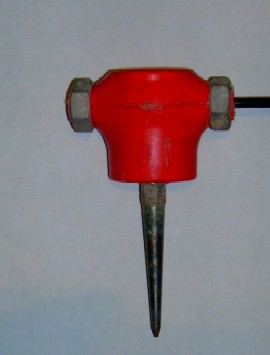
Esemplare di geofono

Il geofono è un sensore capace di captare le onde che si propagano nel terreno.

## Geologia
Il geofono utilizzato in geofisica è un sensore atto a rilevare movimenti del suolo o onde sismiche. Il geofono si basa su un sistema di rilevazione delle vibrazioni. Al suo interno, una bobina è sospesa in un campo magnetico generato da magneti permanenti. Quando il terreno vibra, la bobina si muove generando una corrente elettrica proporzionale alla forza della vibrazione. Questi segnali elettrici vengono poi convertiti in dati interpretabili, permettendo così di individuare anomalie nel terreno o perdite nelle tubature. 
L'elemento sensibile è simile ad un microfono. Le frequenze che è in grado di rilevare dipendono dalla frequenza centrale su cui è costruito il sensore. Il geofono standard con frequenza centrale a 10Hz è in grado di rilevare frequenze da 3-4 fino a circa 200 Hz. Esistono sensori per frequenze più basse (tipicamente 4.5 Hz), ma anche più alte (100 Hz).
Tale sensore è collocato in un contenitore robusto, tipicamente a forma di cilindro appuntito, adatto ad essere conficcato nel suolo anche attraverso mazzatura.
Il segnale di uscita del geofono può essere analogico o digitale; il digitale, tecnologia relativamente più recente, è attualmente preferito poiché permette trasmissioni anche a lunga distanza senza rischi di alterazione dovuti ad attenuazione o interferenza.
Nella pratica comune sono utilizzati diversi geofoni collocati strategicamente in una matrice geografica e connessi ad un'unica centrale di acquisizione.

### Utilizzo
L'uso tipico è nella rilevazione di fenomeni naturali o, più frequentemente, nella prospezione geofisica: in questa applicazione viene provocata una esplosione controllata ed analizzata la risposta dei geofoni alle onde di pressione. Con questo metodo possono essere tracciate mappe sismiche utili a determinare le variazioni di densità del terreno sino ad elevata profondità. È ad esempio utilizzata nella esplorazione petrolifera.

## Ricerca perdite idriche

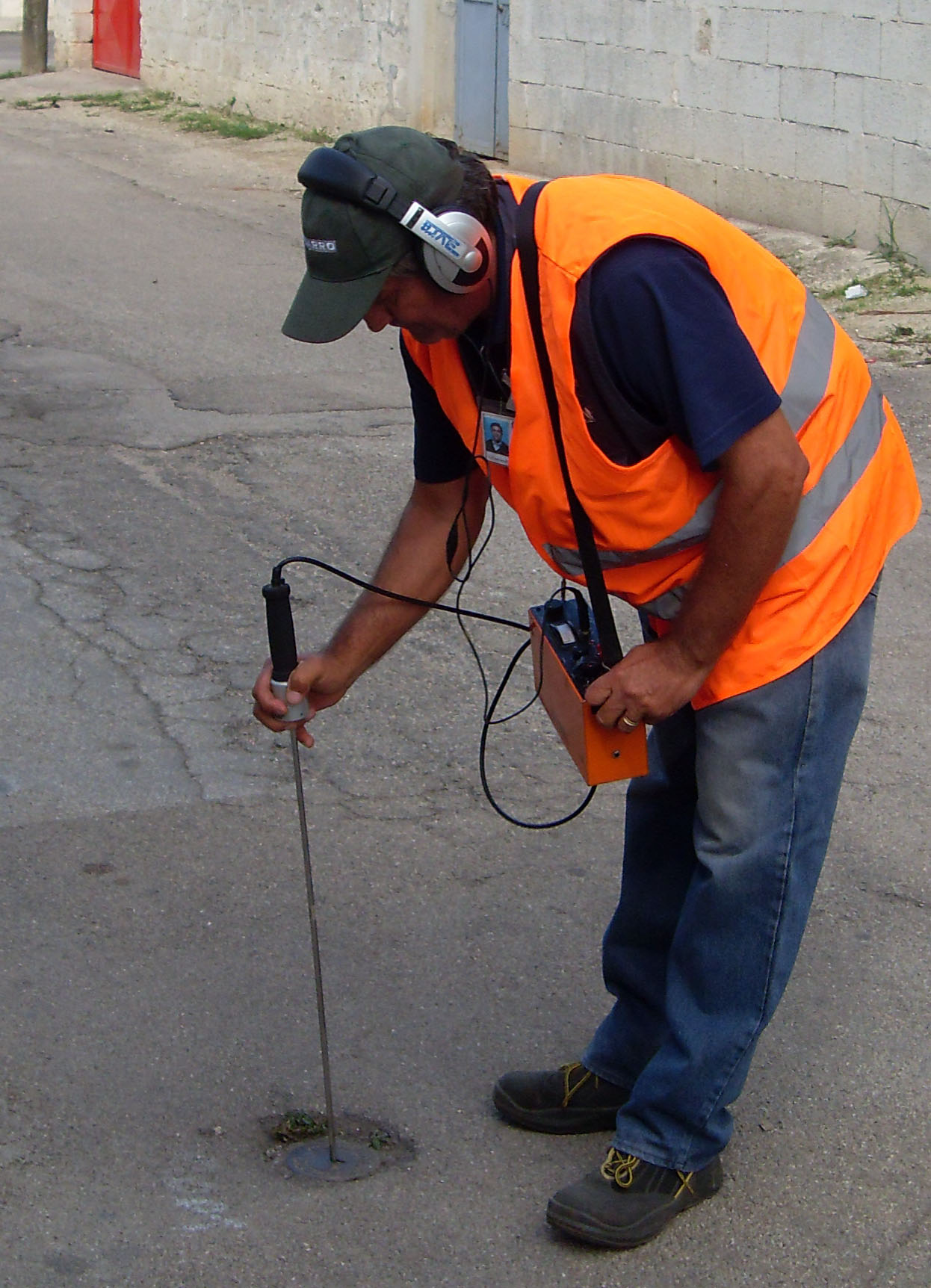
Ricercatore di perdite all'opera con un geofono

Nell'ambito della attività di ricerca perdite, l'utilizzo di un geofono permette ad un operatore addestrato di localizzare con precisione le perdite di acqua, o di un qualsiasi altro fluido in pressione, che fuoriesca da una condotta.
Tale apparecchiatura è utilizzata per il controllo delle reti di acquedotto interrate ed anche in impianti antincendio, impianti civili e industriali.
Gli attuali apparecchi geofonici hanno la possibilità di intercambiare la tipologia di sensore a seconda dell'utilizzo o del materiale in cui scorre il fluido. I sensori possono essere del tipo a campana, poggiati sulla superficie del terreno, o del tipo a puntale, messi in contatto diretto con la condotta (ad esempio in corrispondenza di un'asta di manovra in rete).